# Метелёва, Наталья Владимировна
Ната́лья Влади́мировна Метелёва (род. 27 мая 1962, Киров, СССР) — русская писательница в жанре фэнтези, филолог и прозаик, журналист, гриновед, дизайнер.

## Жизнь и творчество
Родилась в семье служащих. Окончила филологический факультет Кировского Государственного педагогического института, где училась у ведущих кировских гриноведов Т. Е. Загвоздкиной и профессора Н. П. Изергиной, что впоследствии отразилось на её интересе к биографии Александра Грина. С середины 1980-х годов она работала старшим научным сотрудником литературного отдела Кировского областного краеведческого музея, исследовала жизнь и творчество Н. Заболоцкого, А. Грина, Я. Райниса. Публиковала стихи в кировских и рижских газетах, в сборнике «Встречи» (1988 год). В сборнике «Вятская земля в прошлом и настоящем», выпущенном Кировским педагогическим институтом в 1989 году, вышло её эссе «В глуши Российской империи» о Яне Райнисе. В начале 1990-х годов работала журналистом местных газет «Выбор», «Вятский наблюдатель», в ГТРК «Вятка». С середины 1990-х годов работала дизайнером по интерьерам и наружной рекламе.
В 2000 году появилось её эссе «Романтизм как признак инфантильности. Попытка литературного психоанализа личности Александра Грина». По словам писателя А. Н. Варламова, данная работа была опубликована «в малотиражном вятском журнале „Бинокль“ и вряд ли стала известна широкой литературной общественности». В своей книге «Александр Грин» Алексей Варламов рассматривает главный тезис этой работы Метелёвой: «Любопытно, что многие из высказываемых в 30–40—50-е годы идей не ушли в прошлое. Так, мысли об инфантилизме Грина встречаются у современной исследовательницы Натальи Метелёвой, чья острая, выпадающая из восторженного „хора гринолюбов“ статья «Романтизм как признак инфантильности» с многообещающим подзаголовком „Попытка литературного психоанализа личности Александра Грина“ была не так давно опубликована».
Далее А. Н. Варламов цитирует Метелёву: «Романтизм Грина совершенно особенный в русской литературе — романтизм от инфантильности. От невозможности владеть ситуацией. Романтизм детей, уходящих в небытие Мечты, в поиски Истины и утраченного рая. Романтизм хиппи. Что главное в мире для А. Грина, что он сделал главным для своих героев, что он предлагает читателю как главное в его, читателя, жизни? — Веру (в Мечту), Надежду (на Чудо), Любовь и Свободу (философию хиппи)…» «С упрямством, достойным любого ребёнка, Грин кричит своё „хочу!“ следующие 20 лет, начиная с рассказа „Лётчик Киршин“, где лётчик и машина погибают от столкновения с детским воздушным шариком. Это не случайный образ. Это ответ на посягательство всего человечества на чистоту неба, в облаках которого А. Грин мог позволить парить только птицам и своей Мечте. Это романтический протест хиппи против цивилизации». Идея уподобления Грина хиппи кажется Варламову довольно проницательной: «Тут, по-видимому, не что иное, как ещё один пример опережения им своего времени, очередное «точное попадание в ничто», как выразился бы академик Зелинский».
С 2006 года Наталья Метелёва работала главным редактором газеты «Фантастика, детективы, приключения», после возглавляла газету «Премьер-ком», издаваемую рекламным агентством «Премьер». С этого времени она обратилась к жанру фэнтези, первоначально публиковала в кировских газетах рассказы: «Детка», «Белое на белом», «Отшельник и акрида». Параллельно значительную часть своих произведений этого времени она размещала на сайтах Библиотека Максима Мошкова и Проза.ру: «Натан Метич, рассказанный самому себе», «Тайная вечеря Извергиль» и т. д. Рассказ «Детка» стал прологом к роману «Добровольная жертва». Последними не-фэнтезийными её работами были эссе «Регодизайн, или Дизайн как искусство интриганства» (2006) и «Ишачья притча» (2007). Помимо этого Наталья Метелёва является автором электронной книги «Кама-с-утра» (2001) — широко известном сборнике притч-анекдотов.
Как рассказывает сама Наталья, успех у читателей был неожиданным для неё самой:

Сразу скажу, я не победитель. Но оказаться в первой десятке с своим первым романом-фэнтези я, разумеется, даже не мечтала. Хотя знала, что это все-таки выше стандарта. Некоторые дистрибьюторы, готовые закупить крупные партии тиража, даже несколько опасаются, что книга "слишком умная". По стилю это похоже на Ольгу Громыко, Урсулу ле Гуин. Даже, как пишут, на Джоан Роулинг— Мэри Лазарева, «Пророчество об Избранной - наш путь в шорт-лист». Интервью Натальи Метелёвой. «Вятский наблюдатель», март 2008 г. № 10.
Всё началось с эксперимента и пробы сил на конкурсах начинающих фантастов. Так на конкурсе «Российский Конвент» («РосКон 2007»), куда Наталья приехала в качестве журналиста, она оказалась на семинаре Ника Перумова. Известный фантаст в результате обсуждения рекомендовал её произведение «Соло на струнах времени», впоследствии переименованное в «Добровольную жертву», к публикации в издательстве «Эксмо». Эти лавры Метелёва разделила с ещё одной участницей конкурса. Своё решение Перумов объяснил тем, что в романе он почувствовал «присутствие благородного безумия». Помимо участия в мастер-классе Ника Перумова, Наталья приняла участие в мастер-классе Вадима Панова с рассказом «Венок гор». Её первая книга «Добровольная жертва» вышла в издательстве «Эксмо» в 2007 году в серии «Боевая магия». Позднее роман был номинирован конвентом фантастики «Серебряная стрела» в качестве одной из 10 книг на звание «Лучший дебют 2007». Затем роман вошёл в шорт-лист журнала «Мир фантастики» в номинации «Лучший дебют-2008». Роман открыл собою цикл произведений о фантастической стране Вавилор. Вторая книга этого цикла называется «Печать палача».
Журнал «Мир фантастики» в мартовском номере за 2008 год поместил рецензию «Убить дракона» Марии Великановой на роман «Добровольная жертва»: «Роман написан хорошим языком (хотя к концу книги он несколько ухудшается из-за пафоса и мастера Йоды говорить манеры), в меру насыщен приятным юмором и в то же время довольно серьёзен… Итог: отлично написанная книга о серьёзных вещах, с лихо закрученной интригой; отдельные повороты сюжета предсказуемы, но читать всё равно интересно».
Затем один за другим последовали публикации рассказов, повестей и романов Метелёвой в российских и украинских издательствах «Венок гор», «Ярь», «Северные псы», «Огнетушитель для дракона», «Эльфийский посох». Последний роман уже был опубликован издательством «Аст». Рассказ «Ярь» был переведён Наталией Девятко на украинский язык и опубликован в львовском журнале «УФО». Рассказы «Венок гор», "Ярь" и «Северные псы» были переведены на польский язык Тадеушем Рубниковичем, все три рассказа опубликованы в электронном журнале «Фаренгейт».
Своими пристрастиями Метелёва называет братьев Стругацких, Станислава Лема, Франца Кафку, Германа Гессе, В. Пелевина.
С 2011 года пишет под другими псевдонимами в жанрах боевой фантастики и романтического фэнтези. К 2020 году, кроме упомянутых в библиографии изданий, написано 16 романов, издано 9 книг в различных российских издательствах. Псевдонимы скрывает.